# Maksymilian Gawlik
Maksymilian Gawlik (ur. 22 stycznia 1889, zm. 22 września 1950) – major żandarmerii Wojska Polskiego.

## Życiorys
W czasie I wojny światowej walczył w szeregach cesarskiej i królewskiej armii. Na stopień podporucznika został mianowany ze starszeństwem z dniem 1 stycznia 1916 roku w korpusie oficerów rezerwy piechoty. W latach 1917–1918 jego oddziałem macierzystym był pułk piechoty Nr 90.
27 sierpnia 1920 roku został zatwierdzony z dniem 1 kwietnia 1920 roku w stopniu rotmistrza, w żandarmerii, w grupie oficerów byłej armii austro-węgierskiej. Pełnił wówczas służbę w Żandarmerii Wojskowej w Warszawie. 30 maja 1921 został przeniesiony do 2 dywizjonu żandarmerii w Lublinie na stanowisko dowódcy szwadronu zapasowego w Puławach. W następnym miesiącu otrzymał odkomenderowanie na jeden rok, na Wydział Prawa Uniwersytetu Jagiellońskiego celem ukończenia studiów. 3 maja 1922 roku został zweryfikowany w stopniu kapitana ze starszeństwem z dniem 1 czerwca 1919 roku i 8. lokatą w korpusie oficerów żandarmerii. W latach 1923–1924, po powrocie z odkomenderowania, pełnił obowiązki komendanta Kadry szwadronu zapasowego. 1 grudnia 1924 roku został mianowany majorem ze starszeństwem z dniem 15 sierpnia 1924 roku i 2. lokatą w korpusie oficerów żandarmerii. Następnie został wyznaczony na stanowisko zastępcy dowódcy dywizjonu. W marcu 1927 roku został zatwierdzony na stanowisku pełniącego obowiązki dowódcy dywizjonu. 26 maja 1928 roku został przeniesiony do kadry oficerów żandarmerii z równoczesnym przeniesieniem służbowym do Powiatowej Komendy Uzupełnień Lublin na przeciąg sześciu miesięcy celem odbycia praktyki poborowej. W listopadzie tego roku został przeniesiony do Powiatowej Komendy Uzupełnień Nowy Sącz na stanowisko komendanta. W czerwcu 1930 roku został przeniesiony do korpusu oficerów administracji, dział kancelaryjny, z pozostawieniem na zajmowanym stanowisku w PKU Nowy Sącz. We wrześniu tego roku został przeniesiony do Powiatowej Komendy Uzupełnień Gdynia na stanowisko komendanta. W marcu 1934 roku został ponownie przeniesiony do korpusu oficerów żandarmerii oraz zwolniony z zajmowanego stanowiska z pozostawieniem bez przynależności służbowej i z równoczesnym oddaniem do dyspozycji dowódcy Okręgu Korpusu Nr VIII. Z dniem 31 lipca 1934 roku został przeniesiony w stan spoczynku.
Zmarł 22 września 1950. Pochowany na starym cmentarzu parafialnym w Dębicy (sektor C-c-214).

## Ordery i odznaczenia
- Złoty Krzyż Zasługi (10 listopada 1938)[24]
- Medal Niepodległości (4 listopada 1933)[25][26]
- Signum Laudis Brązowy Medal Zasługi Wojskowej z mieczami na wstążce Krzyża Zasługi Wojskowej (Austro-Węgry)
- Krzyż Wojskowy Karola (Austro-Węgry)